# William Blankenship
William Leonard Blankenship (* 7. März 1928 in Gatesville, Texas; † 2. Dezember 2017 in Wien, Österreich) war ein US-amerikanischer Opernsänger (Tenor).

## Leben

### Herkunft und Ausbildung
William Leonard Blankenship stammt aus der texanischen Kleinstadt Gatesville. Er wuchs in einer Familie von musikbegeisterten Amateurmusikern auf. Seine Mutter Hortense war Musiklehrerin und eine große Verehrerin von Johann Strauß. Frühzeitig kam auch Blankenship mit Musik in Berührung. Er hörte Musik im Radio, lernte Film- und Kirchenmusik kennen.
Während des Zweiten Weltkriegs ging Blankenship nach Austin, Texas, wo er, ohne Wissen seiner Eltern, Gesangsunterricht bei Absolventen der University of Texas nahm. In Austin wurde er Solist in einem bekannten Kirchenchor. 1947, im Alter von 19 Jahren, erhielt er, ohne eine wirklich fundierte Gesangsausbildung erhalten zu haben, ein Dreijahres-Stipendium für sein Gesangsstudium bei Mary McCormic am College of Music  der University of North Texas in Denton. Seine ersten Opern-Hauptrollen sang er im Alter von Anfang zwanzig bei Universitätsaufführungen. Sein Studium schloss er 1950 mit dem „Bachelor of Music“ ab. Von 1950 bis 1953 war er im Militärdienst bei der United States Air Force im Korea-Krieg im Einsatz, konnte aber sein Gesangsstudium außerhalb der Militärbasis fortsetzen und trat bei Militärkonzerten im Radio und Fernsehen auf.
Nach seinem Ausscheiden aus dem US-Militärdienst wechselte er zur Fortsetzung seines Studiums für zwei Jahre an die Juilliard School in New York, wo Mack Harrell und Povla Frijsh seine Lehrer waren. Auf Kosten der Mary-Garden-Stiftung konnte er als Gewinner des „Mary Garden European Fellowship Award“ sein Gesangsstudium in Europa von 1955 bis 1956 an der Musikakademie Wien (heute: Universität für Musik und Darstellende Kunst) abschließen. Zu seinen Lehrern dort gehörten u. a. Sergei Radamsky und der Tenor Josef Witt. Während seiner Studienzeit erarbeitete er sich insgesamt 15 Opernpartien und verschiedene Oratorien-Rollen.

### Karriere als Sänger
Blankenship debütierte 1956 am Stadttheater Klagenfurt, wo er in der Spielzeit 1956/57 als Ensemblemitglied engagiert war. Es folgten Festengagements am Staatstheater Braunschweig (1957–1960), am Stadttheater Bern (Spielzeit 1960/61) und am Nationaltheater Mannheim (1961–1964). Im Dezember 1961 wirkte er am Nationaltheater Mannheim in der Uraufführung von Paul Hindemiths Operneinakter Das lange Weihnachtsmahl mit.
Unter der Intendanz des damaligen Direktors Albert Moser wurde Blankenship 1964 fest an die Wiener Volksoper engagiert. 1965 erfolgte sein Debüt an der Bayerischen Staatsoper in München. Von September 1967 bis zum Ende der Spielzeit 1978/79 war er dann Mitglied des Ensembles der Wiener Staatsoper. Im „Haus am Ring“, wo er als sog. „Erster lyrischer Tenor“ verpflichtet war, debütierte er im Januar 1967, noch als Gast, als Conte Almaviva in der Rossini-Oper Der Barbier von Sevilla. An der Wiener Staatsoper trat Blankenship in insgesamt 203 Vorstellungen auf, in denen er 30 unterschiedliche Rollen in 29 Werken sang. Zu seinen Opernrollen dort gehörten u. a.  Tamino (Die Zauberflöte, 1967–1972), Don Ottavio (Don Giovanni, 1967–1970), Hoffmann (Les Contes d’Hoffmann, 1968–1972), Belmonte (Die Entführung aus dem Serail, 1969–1972), Sänger (Der Rosenkavalier, 1967–1972) und Henry Morosus (Die schweigsame Frau, 1968–1970, in einer Neuinszenierung unter der Regie von Hans Hotter).
Blankenship war auch als Interpret von Opern der Moderne tätig. An der Wiener Staatsoper sang er in diesem Fach u. a. den Maler (Lulu) und Camille Desmoulins (Dantons Tod). Blankenship trat bis 1975 regelmäßig an der Wiener Staatsoper auf. Aufgrund von gesundheitlichen Problemen und einer wiederkehrenden Krankheit gab er 1975 seine Sängerkarriere auf. Im Mai 1979 übernahm er noch einmal in zwei Vorstellungen der Wagner-Oper Lohengrin die kleine Rolle des 1. Brabantischen Edlen.

### Gastspiele
Als Vertreter des lyrischen Fachs und Interpret von Mozart-Rollen gab Blankenship zahlreiche internationale Gastspiele in Europa und in Übersee. Er trat u. a. an der Staatsoper Stuttgart, am Staatstheater Hannover, am Opernhaus Graz, am Théâtre de la Monnaie in Brüssel (1964), am Gran Teatre del Liceu in Barcelona (1964 als Ferrando in Così fan tutte, 1965 als Nureddin in Der Barbier von Bagdad), an der Nationaloper Budapest (1967), bei den Festspielen von Aix-en-Provence (1967 als Belmonte) und bei den Bregenzer Festspielen (1972, als Phoebus in The Fairy-Queen) auf. Er gastierte weiters am Opernhaus von Rio de Janeiro (1965, als Don Ottavio). In den Vereinigten Staaten trat er am Opernhaus von San Diego (1968, als Tamino), an der Houston Grand Opera, an der Dallas Opera, an der Santa Fe Opera und am Opernhaus von San Antonio auf.

### Spätere Karriere
Nach Beendigung seiner Sängerlaufbahn war Blankenship als Gesangslehrer, Regisseur, Schauspieler und Fernsehredakteur tätig. Bereits seit 1968 war er Dozent am American Institute of Music in Graz. Als Gesangslehrer unterrichtete er am Sydney Conservatory in Sydney (Australien), an der University of Texas, ab 1980 in New York City und später in Wien.
Als Schauspieler wirkte er in US-Fernsehserien (All My Children) und in Werbespots mit. In der Saison 1984/85 trat er am Broadway in dem Musical My One and Only auf. Weitere Bühnenauftritte als Schauspieler hatte er in Kiss Me, Kate (1987, bei einer Produktion in Chautauqua in der Nähe von New York), Die Fledermaus (1986, als Frosch bei einer Produktion in Key West), im Theaterstück Der Mann, der seine Frau mit einem Hut verwechselte von Oliver Sacks (1987, in New York und Bordeaux/USA) und in Die Katze auf dem heißen Blechdach (1987, bei einer Produktion in Key West), wo er auch die Regie übernahm.
1999 interpretierte er am Landestheater Linz die stumme Rolle des Sir Edgar in einer Neuinszenierung der Oper Der junge Lord, bei der seine Tochter Beverly Blankenship Regie führte. Außerdem übernahm er in einer Gastrolle den mystischen Druidenführer in Blankenships 1999 entstandenen filmischen Regie-Debüt Der Hund muß weg (Drehbuch: Elfriede Hammerl; erstausgestrahlt im November 2000).

### Privates
Blankenship war mit Barbara Connally (1930–1997) verheiratet. Aus der Ehe gingen vier Kinder hervor. Seine Töchter sind die Opern- und Filmregisseurin Beverly Blankenship (* 1952) und die Opernsängerin Rebecca Blankenship (* 1954). 1991 kehrten William und Barbara Blankenship nach Wien zurück und ließen sich dort bis zu seinem Tode dauerhaft nieder. Nach dem Tode seiner Frau lebte Blankenship mit der Konzertpianistin und Klavierdozentin Sawako Yamada zusammen.
Blankenship starb Anfang Dezember 2017 im Alter von 89 Jahren in Wien, nach Angaben der Wiener Staatsoper im Kreise seiner Familie.
William und Barbara Blankenship sind am Friedhof der Feuerhalle Simmering bestattet (Abt. 7, Ring 3, Gruppe 4, Nr. 149).

## Tondokumente
Von Blankenship sind einige wenige Tondokumente, fast ausschließlich Live-Aufnahmen und Rundfunkmitschnitte (ORF/NDR), erhalten.
1975 erschien bei BASF eine Gesamtaufnahme der Oper Penthesilea von Othmar Schoeck, die 1973 mit dem WDR Sinfonieorchester Köln (Dirigent: Zdeněk Mácal) bei den Internationalen Musikfestwochen Luzern entstand; Blankenship singt darin die Rolle des Diomedes. 1981 wurde auf LP bei Amadeo eine Aufnahme der Oper Jonny spielt auf mit Blankenship als Komponist Max veröffentlicht, wobei es sich um eine ORF-Aufnahme aus dem Jahr 1964 (Dirigent: Heinrich Hollreiser) handelt.